# Mount Circe
Mount Circe är ett berg i Antarktis. Det ligger i Östantarktis. Nya Zeeland gör anspråk på området. Toppen på Mount Circe är 2 255 meter över havet.
Terrängen runt Mount Circe är bergig söderut, men norrut är den kuperad. Trakten är obefolkad. Det finns inga samhällen i närheten. 